# NAD+ glycohydrolase
La NAD+ glycohydrolase est une glycoside hydrolase qui catalyse la réaction :
NAD+ + H2O  {\displaystyle \rightleftharpoons }  ADP-D-ribose + nicotinamide.
Cette enzyme catalyse l'hydrolyse du NAD+ sans former d'ADP-ribose cyclique, ce qui la distingue de l'ADP-ribosyle cyclase.
La NAD+ glycohydrolase de Streptococcus pyogenes (streptocoque A) intervient dans la pathogenèse de maladies telles que la fasciite nécrosante,, (syndrome du choc toxique streptococcique). L'enzyme du venin de Deinagkistrodon acutus (vipère des cent pas) porte également une activité enzymatique apyrase (EC 3.6.1.5).
Cette enzyme porte plusieurs noms d'usage, souvent ambigus, tels que NADase (ambigu), NAD hydrolase (ambigu), NAD nucléosidase (ambigu) et NGA (nom d'un gène).